# Famille Cavelier de Cuverville
La famille Cavelier de Cuverville est une famille subsistante de la noblesse française, originaire de Normandie  maintenue de noblesse d'extraction en 1556 et 1642 dont la filiation rigoureusement prouvée remonte à 1586.

## Histoire
Les travaux notamment de Chérin font remonter la filiation de cette famille à Raoul Cavelier dont la veuve Marguerite de Bouquetot donna en 1419 une procuration à son fils, Richard Cavelier, écuyer. Sa filiation est supposée jusqu'à  Jean Cavelier qui figure avec la qualification d'écuyer en 1502 et 1513 et fut maintenue dans sa noblesse en 1556 par jugement des commissaires aux francs-fiefs.
La filiation de cette famille n'est rigoureusement établie que depuis Antoine Cavelier, écuyer, seigneur de Mocomble, marié par contrat du 15 décembre 1586 à Jeanne Bailleul et qui fut maintenu noble le 8 mars 1642 par jugement rendu à Rouen des commissaires des francs-fiefs.
Monsieur maître Jacques de Cavelier, sieur de Maucomble, pourvu en 1652 de l'office de trésorier de France au bureau des finances de Rouen eut trois fils maintenus nobles en 1717 dont deux furent les auteurs de deux grandes branches.
L'aîné, Jacques-Philippe Cavelier, seigneur de Maucomble, trésorier de France à Rouen en 1698, fut l'auteur de la branche Cavelier de Maucomble.
Jean Cavelier, seigneur de Cuverville, marié en 1706 à Marie des Champs de Buterval, fut l'auteur de la branche Cavelier de Cuverville.
Un rameau détaché de la branche cadette fut connu sous le nom de Cavelier de Montgeon.

## Personnalités
- Louis-Hyacinthe de Cavelier de Cuverville (1741-1819), officier de marine qui prit une grande part aux combats livrés par Suffren aux Indes. Commandant de la marine en 1791. contre-amiral honoraire en 1814.
- Louis Paul Cavelier de Cuverville (1802-1893), député des Côtes-du-Nord en 1849, 1852 et 1863.
- Jules Cavelier de Cuverville (1834-1912), vice-amiral, grand officier de la Légion d'honneur, sénateur du Finistère de 1901 à 1912.
- Albert Cavelier de Cuverville (1892-1928), officier de marine et aviateur.

## Noblesse
- Maintenue de noblesse en 1556  et le 8 mars 1642 par jugement de commissaires aux francs-fiefs à Rouen[1].
- Maintenue de noblesse en juillet 1717 par jugement de l'intendant de Rouen[1].
- Jean-Barthélémy de Cavelier de Maucomble prit part en 1789 aux assemblées de la noblesse tenues à Rouen et à Caudebec[1].

La famille Cavelier de Cuverville est membre de l'Association d'entraide de la noblesse française depuis 1978.

## Hommages

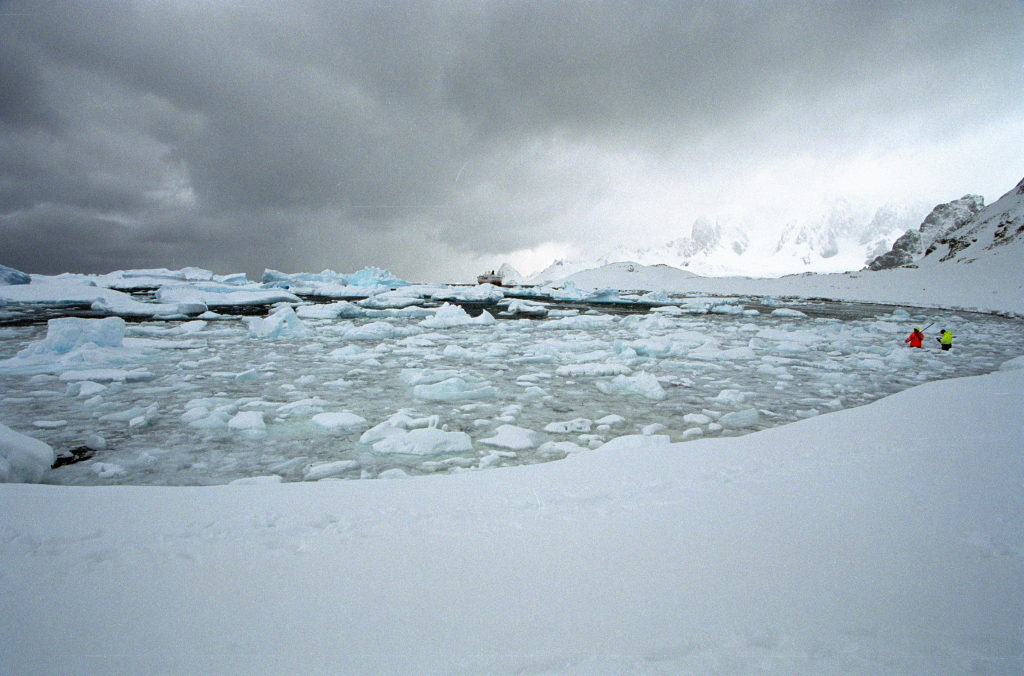
L'île de Cuverville durant l'été austral (janvier 2001).

Une île de l'Antarctique porte le nom de la famille : l'île Cavelier de Cuverville (également nommée île de Cuverville) est située à 64° 41' 05 S et 62° 37' 50 W.

## Armes et devise

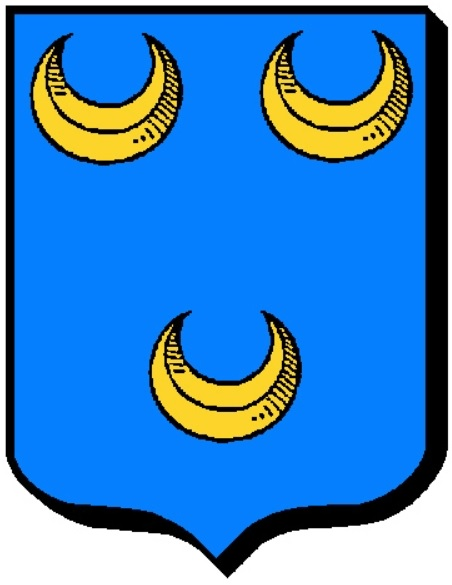
Blason de la famille Cavelier de Cuverville.

Armes : d'azur à trois croissants d'or,.
Devise : Spes mea Deus.

## Arbre généalogique
- Raoul Cavelier épouse Marguerite de Bouquetot.
  - Richard Cavelier
    - Jean Cavelier
      - Jean Cavelier, seigneur de Saint-Romain, épouse Jacqueline Le François.
        - Hector Cavelier ( -1573), seigneur du Val Miellé et de la Vavassorie au Bocage. Il épouse Marguerite de La Haye.
          - Antoine Cavelier (1563-1657), sieur de la vavassorie noble du Bocage, seigneur de Maucomble, de Piscat et du Bocage. Il épouse Jeanne Joachim de Bailleul, originaire de Cuverville.
            - Pierre Cavelier, seigneur de Maucomble et de Piscat. Il est conseiller du roi, maître ordinaire en la chambre des comptes de Normandie. Il épouse Marguerite Marie de Beaumer du Mesnil Cravant.
              - Jacques Cavelier ( -1708), seigneur de Piscat, de Mocomble, du Bocage et du Val Miellé. En 1652 à Rouen, il épouse Madeleine Madeleine de Saint-Ouen d'Ernemont.
                - Jean Baptiste Cavelier de Cuverville (1654-1718) épouse Marie Anne Louise des Champs de Buterva.
                  - Jean Jacques François Cavelier de Cuverville (1707-1743), seigneur de Cuverville. Il épouse Marie Catherine Jacqueline Grenier de Cauville.
                    - Louis Hyacinthe Cavelier de Cuverville (1740-1819), contre-amiral. Le 16 avril 1787 à Quintin, il épouse Félicité Jeanne Visdelou de Bonamour.
                      - Louis Paul Cavelier de Cuverville (1802-1893), lieutenant d'infanterie, conseiller général, député des Côtes du Nord. Le 14 juin 1832 à Allineuc, il épouse Marie Rose Pauline de Suasse de Kervegan.
                        - Ludovic Cavelier de Cuverville (1833-1887). Le 16 janvier 1860 à Sainte-Tréphine, il épouse Marie Rose de Lesguern.
                          - Albert Cavelier de Cuverville (1862- ), lieutenant au 12e régiment de hussards. Le 29 juillet 1889 à Saint-Brieuc, il épouse Louise Madeleine Françoise Bonnefin.
                            - Albert Cavelier de Cuverville (1892-1928), officier de marine et aviateur. Il épouse Marie Didelot.

                        - Jules Cavelier de Cuverville (1834-1912), vice-amiral, sénateur. Le 20 septembre 1860 à Langueux, il épouse Cécile Marie Latimier de Clésieux.
                          - Cécile Cavelier de Cuverville (1862- ), religieuse oblate de Saint-François-de-Sales.
                          - Armand Marie Cavelier de Cuverville (1863-1904), ancien élève de l'École navale, capitaine de frégate, officier d'académie, chevalier de la Légion d'honneur, attaché naval à l'ambassade de France à Saint-Pétersbourg, chargé de suivre les opérations navales durant la guerre russo-japonaise, mort en mer dans le golfe de Liao Touhg (Chine)[4],[5].
                          - Jules Marie Cavelier de Cuverville (1865-1927), enseigne de vaisseau.
                          - Pierre Marie Cavelier de Cuverville (1875- ), capitaine de cavalerie.

## Pour approfondir